# دو دو سل سل لا لا سل
دو دو سل سل لا لا سل (کره‌ای: 도도솔솔라라솔; لاتین‌نویسی اصلاح‌شده: Dodosolsollarasol) یک مجموعهٔ تلویزیونی کره جنوبی سال ۲۰۲۰ با بازی گو آرا، لی جه-ووک و کیم جو هون است. در ابتدا برنامه‌ریزی شده بود که در ۲۶ اوت ۲۰۲۰ از کی‌بی‌اس۲ و نتفلیکس پخش شود. به هرحال، کی‌بی‌اس به خاطر دنیاگیری کووید-۱۹ پخش آن را عقب انداخت. این مجموعه از ۷ اکتبر تا ۲۶ نوامبر ۲۰۲۰، روزهای چهارشنبه و پنجشنبه ساعت ۲۱:۳۰ (کی‌اس‌تی) پخش شد.

## بازیگران
- گو آرا در نقش گو را را
- لی جه-ووک در نقش سون‌وو جون
- کیم جو هون در نقش چا اون سوک